# East Barkwith
East Barkwith – wieś i civil parish w Anglii, w Lincolnshire, w dystrykcie East Lindsey. W 2011 roku civil parish liczyła 373 mieszkańców.